# Орланци (община Арачиново)
Орланци (макед. Орланци; алб. Orllanca, Орланца) — село в Республике Македония, входит в общину Арачиново, находится к северо-востоку от Скопье. Село расположено к югу от горного массива Скопска-Црна-Гора. Высота над уровнем моря — 431 м.

## История
Орланци расположены в историко-географической области Скопская Черногория.
Известный албанолог середины девятнадцатого века — австрийский консул Иоганн Георг фон Хан на этнической карте долины Южной Моравы 1861 года указал населённый пункт Орланца как албанское село.
В 1900 году в селе называемом тогда болгарами Орланци проживало 120 жителей, все — албанцы, мусульмане. На этнической карте немецкого антрополога и зоолога Леонарда Шульце 1927 года населённый пункт Орланце указан как албанское село..

## Население
Этническая структура населения в селе по переписи населения 2002 года:
- албанцы — 761 житель;
- боснийцы — 63 жителя;
- остальные — 5 жителей.